# Turismo Competición 2000
El Turismo Competición 2000, comúnmente llamado TC2000, es un campeonato de automovilismo de velocidad que se disputa con automóviles de turismo en Argentina desde el año 1979, reformulada en 2012 a Súper TC2000 y volviendo a llamarse TC2000 en 2022.
Era reconocido como una de los principales campeonatos de automóviles de turismo en América Latina. Contaba con equipos oficiales de las filiales nacionales de Renault, Chevrolet, Honda, Ford y Toyota, entre otros, con sus respectivos modelos de calle modificados adecuadamente para la competición automovilística, y con pilotos de primer nivel a nivel nacional y algunos extranjeros.
En el año 2012, la categoría dio un paso importante dentro de su estructura interna, al crearse por primera vez dos divisionales dentro del organigrama de la dirigencia del campeonato, de una manera similar a la realizada años atrás por sus categorías hermanas, el Turismo Carretera, el Top Race y el Turismo Nacional. En este año, fue estrenado el Súper TC2000, de alto avance tecnológico que se ubicaría por encima del nuevo campeonato llamado TC2000, el cual mantuvo las siglas del anterior campeonato y sus vehículos.

## Historia

### Inicios
El TC2000 nació como alternativa al Turismo Carretera cuando el Automóvil Club Argentino (fiscalizador FIA en el país) entró en conflicto con la Asociación Corredores de Turismo Carretera (ACTC). En febrero de 1978, aparecen los primeros autos propulsados con motores 2 litros quienes compiten contra los clásicos TC de motores 3 litros. En dicho certamen nocturno, José Miguel "el Tero" Pontoriero vence con su Dodge 1500, preparado por los hermanos Benavidez, a los TC clásicos (Falcon y Chevy, entre otros).
En el año 1979 se realizó un campeonato presentación con solo cuatro carreras. La primera carrera de TC2000 fue ganada por José Miguel "el Tero" Pontoriero y este campeonato tuvo como vencedor a Cocho López con un Peugeot 504. Los vehículos que participaron en esa temporada, según el reglamento que el TC2000 imponía, eran todos tracción trasera, y con motores de 2.000 cm³ (de ahí se obtiene el nombre). Además de Peugeot, inauguraron esta categoría los Dodge 1500, los Ford Taunus, los Opel K-180 y los Fiat 125 que también participaron de la primera temporada oficial del TC2000.
En 1980 se incorpora en lugar del Dodge 1500, el Volkswagen 1500 que con Jorge Omar del Río logra sin apelación el título del primer campeonato de TC2000 válido a nivel nacional. Del Río se repetiría el placer de ganar el campeonato con su Volkswagen en 1981 y 1982.
En 1983 se consagraría campeón el legendario Luis Rubén Di Palma con un Volkswagen 1500.
El 1984 fue el año de Herceg y Ford. Su equipo decidió el resultado del campeonato entre Mario Gayraud y Esteban Fernandino, quedando el título para el primero a pesar de los seis triunfos consecutivos del "Chango". También ese año se consolidó la presencia de Renault con Jorge Serafini (quien había ingresado tiempo atrás con un Renault 18) y Rodolfo Zuain.
De esta forma, al TC2000 no solo ingresaba otra marca, sino que esto significó la incorporación de vehículos de tracción delantera que obligaron a un cambio en el reglamento técnico que permitirían a esos autos ser competitivos desde el inicio de su desarrollo.
En 1985 debutó la cupé Ford Sierra XR4 y con este auto Rubén Daray se consagró campeón sobre Mario Gayraud (quien a mitad de año comenzó a conducir un auto similar) y Juan María Traverso, protagonista del gran cambio de la temporada al dejar Ford después de 11 años para correr con un Renault 18. La otra novedad fue el debut de las cupé Renault Fuego. Primero fue Daniel Mustafá con un auto de Oreste Berta y cerca del fin del campeonato tuvieron sus cupés Jorge Serafini y Ernesto Bessone II, este último ganando en Las Flores y haciendo la pole en Buenos Aires.

### La era de Traverso y de la Renault Fuego

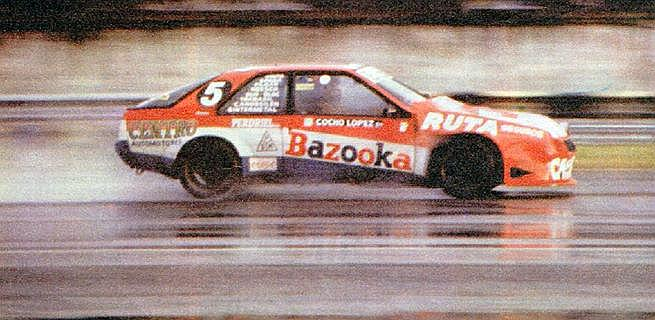
Renault es la marca que más títulos obtuvo en forma consecutiva, al hilvanar 8 títulos desde 1986 hasta 1993, todos con el modelo Fuego.

Si bien el TC2000 juntaba marcas y pilotos de renombre, no conseguía llamar demasiado la atención de los aficionados adictos al Turismo Carretera considerada la primera categoría en Argentina. Sin embargo esto dejaría de ser tan así con la confirmación de una leyenda en el automovilismo de ese país: los seis títulos de Juan María Traverso y su Renault Fuego proporcionada por el equipo de Oreste Berta que ganaron 6 campeonatos de TC2000 (1986, 1988, 1990, 1991, 1992 y 1993). De hecho la pareja Traverso-Berta solo perdió tres títulos en nueve años: en 1985 contra Rubén Daray, en 1987 contra el joven Silvio Oltra con otra Renault Fuego pero del equipo Benavidez Competición y en 1989 contra el compañero de equipo en el equipo Berta, Miguel Ángel Guerra. O sea, además el Renault Fuego se había llevado todos los campeonatos TC2000 entre 1986 y 1993.
La fuerza de la unión de Berta y Traverso los lleva a ser recordados como la mejor pareja en la historia del TC2000, derrotando a rivales del calibre de Tito Bessone, Guillermo Maldonado y Cocho López.
Tras 8 años de triunfos, la cupé Fuego paulatinamente dejó de pelear los puestos de punta a partir de la temporada 1993, compitiendo hasta 1996 y cerrando la época más gloriosa para un modelo. El último triunfo fue un espectacular 1-2-3 que conformaron Miguel Etchegaray, Pablo Peón y Luis Belloso, todos de la estructura de Berta y con sendas Renault Fuego.
En 1994, y luego de representar a la marca Volkswagen desde 1987, Guillermo Maldonado se consagra campeón de la especialidad a bordo de un Volkswagen Gol. Este piloto-preparador (que tuvo una especial rivalidad con Traverso, al enfrentarlo con un Dodge 1500 en 1988), logra cortar la racha victoriosa de Juan María Traverso, quien había abandonado la estructura de Berta para pasar a correr con Peugeot.
Sin embargo, los frutos que Traverso no recogió en 1994, los obtuvo en 1995, al alzarse con su último campeonato de TC2000 en 1995, con un Peugeot 405 entregado por la escudería oficial Peugeot y con la preparación de Jorge Pedersoli en los motores.

### La nueva era de la categoría
En 1996 se titula campeón Ernesto Bessone II con un Ford Escort, en una temporada especial porque fue la única en la cual se utilizó el formato de carreras con paradas en boxes.
En 1997 se estrenan nuevas normativas para el TC2000: los motores debían ser de 16 válvulas y 280 HP, las trompas de los autos debían ser originales y se disputarían dos carreras por domingo. Este reglamento perduró hasta el año 2000. Con estas circunstancias, se daría una campal y recordada batalla por el título entre Walter Hernández con el Volkswagen Polo Classic y Henry Martin con el Ford Escort Zetec que se definió polémicamente en la última carrera en el circuito de Rafaela a favor de Martín.
1998 y 1999 fueron temporadas dominadas por el equipo Honda con su modelo Civic, consiguiendo títulos para Omar Martínez y Juan Manuel Silva.
El 2000 marca un importante año para el TC2000. Primero se vuelve a modificar el reglamento, volviendo a una carrera por fin de semana, con la condición que fuera de 130 km o un máximo de tiempo de una hora.
Además, tras un tiempo sin equipos oficiales de las marcas en TC2000, se incorporan Ford, Honda, Chrysler, Peugeot. El título fue para Daniel Cingolani, inaugurando la época de dominio del Ford Escort Zetec, porque al año siguiente vuelve a coronarse campeón este modelo, solo que ahora con el joven piloto de Junín, Gabriel Ponce de León, quien ostenta el título de ser el campeón más joven en la historia de la categoría. Ponce repetiría el título en el 2003 y 2005 pero ya con el nuevo modelo de Ford, el Ford Focus Zetec.
En el año 2002 también se vive un punto interesante en la historia de esta categoría con el primer título de campeón para Toyota y su piloto Norberto Fontana, de dilatada carrera en el exterior, pero hasta ese momento nunca exitoso en Argentina.
En 2003 se incorpora el equipo oficial Chevrolet, con dos vehículos conducidos por Christian Ledesma y Marcelo Bugliotti, lo que significa sin dudas un punto a favor para la categoría ya que se logra encontrar la rivalidad entre Ford y Chevrolet, que le suma un atractivo muy similar al del Turismo de Carretera.

### Historia reciente

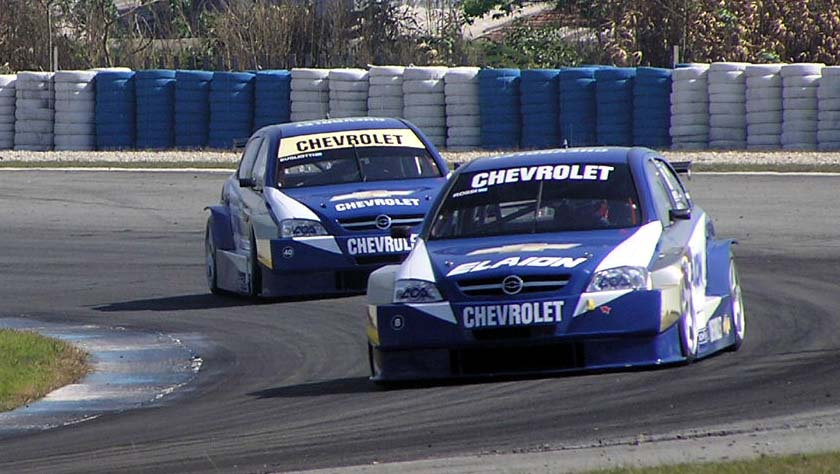
Matías Rossi, el bicampeón de TC2000 más joven, con su Chevrolet Astra.

En el año 2004 se introducen marcadas modificaciones técnicas sobre los autos de la categoría. Se añaden pontones sobre los costados que permiten entre otras cosas el rozamiento de dos autos sin que estos se "enganchen" y también se añaden nuevas ruedas, de mayor tamaño, perfil bajo y de una mejor calidad, que evitaba así el fantasma de la rotura de gomas en carrera. Durante ese año, el equipo oficial Chevrolet consigue su primera corona en su segunda temporada de la mano de Christian Ledesma.

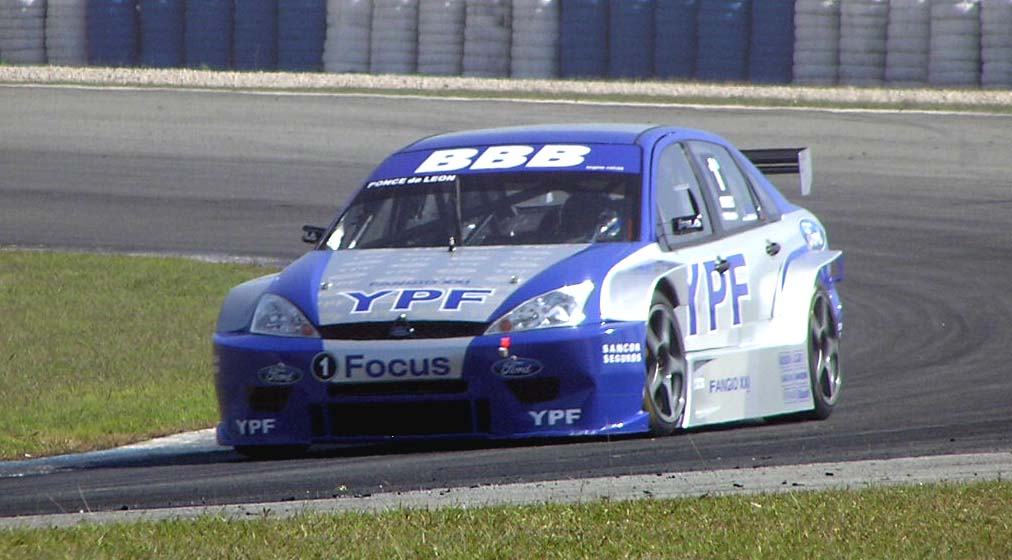
Gabriel Ponce de León, tricampeón de TC2000 con su Ford Focus.

Gabriel Ponce de León se alza nuevamente con el título de 2005 con el equipo oficial Ford YPF. En 2006 se introducen nuevos cambios en la categoría, que ahora disputaría los días sábados una clasificación y luego una súper clasificación (donde entrarían los mejores de la clasificación), y finalmente dos carreras los días domingos: una carrera clasificatoria y una final.
Pero sumado a esto también se introdujo un intrincado sistema de penalizaciones que reemplazaba el lastre y buscaba hacer que quienes se desempeñaran bien en la clasificación y luego en la carrera clasificatoria, largaran más atrás la final. De esta manera se le brindaba la posibilidad a los pilotos con menor presupuesto de llegar a ganar una carrera por sobre los equipos oficiales y al público de observar un mejor espectáculo.
Ese año se incorporó el equipo oficial Renault con Guillermo Ortelli y Aníbal Zaniratto, como pilotos, y Edgardo Fernández en la dirección técnica del equipo. Matías Rossi fue quien se coronó campeón con un Chevrolet Astra del equipo oficial Chevrolet Elaion. En la temporada 2007, se produce el pase de Emiliano Spataro al equipo oficial Renault, luego de dos grandes años con el equipo Sport Team, a bordo de un Volkswagen Bora. En materia de resultados, volvió a resultar campeón el joven Matías Rossi que así pudo obtener su bicampeonato con el equipo oficial Chevrolet Elaion.
En 2004, la categoría planteó la idea de correr una carrera especial de mayor puntaje denominada los 200 km de Buenos Aires, en la cual los pilotos regulares correrían en binomios formados con pilotos invitados, algunos de ellos extranjeros. Sin embargo, el primer ganador extranjero de TC2000 apareció en 2005, siendo el brasileño Luciano Burti con un Ford Focus el primero en hacerlo, mientras que el primer piloto europeo en ganar en TC2000, fue el suizo Alain Menu con un Chevrolet Astra en la edición 2006.
A partir de la temporada 2006 se incluyeron fechas fuera de Argentina, más concretamente en Curitiba e Intelagos, Brasil, y en Punta del Este, Uruguay. Se implantó un sistema de "carreras especiales", las cuales se consideran oficialmente más importantes y otorgan más puntos para el campeonato que el resto. Algunas de las carreras especiales han sido las fechas extranjeras, el Gran Premio de Santa Fe, el óvalo de Rafaela y el Potrero de los Funes.
En el año 2009, la categoría implementó la utilización de motores genéricos, con el fin de abaratar costos, luego de la crisis mundial, producida por el denominado "Efecto Jazz", que sacudió a las grandes bolsas del mundo y que tuvo su epicentro en los Estados Unidos. Para ello, se contrata oficialmente al preparador Oreste Berta como proveedor oficial de motores. Estos motores, son derivados del motor Ford Duratec 2.2, por lo que es denominado Duratec by Berta, el cual es utilizado por todas las escuderías de la categoría.
Este mismo año, se instaura oficialmente la Copa Endurance Series, la cual se disputa en un torneo interno en el campeonato oficial de TC2000, y que otorga puntos tanto para el campeonato oficial, como para esta copa. El Torneo está compuesto de cinco fechas, las cuales son: los 200 km de Buenos Aires, el Circuito callejero de Santa Fe (nocturno y diurno), Termas de Río Hondo y Potrero de los Funes.

La categoría continuó la misma tónica durante 2010, torneo en el que se dísputaron 12 competencias y coronó nuevamente al ex Fórmula 1, Norberto Fontana, en su primer año representando a Ford. En una definición apasionante en Potrero de los Funes, superó a Leonel Pernía (Honda Civic), quien llegó como puntero a la última fecha.

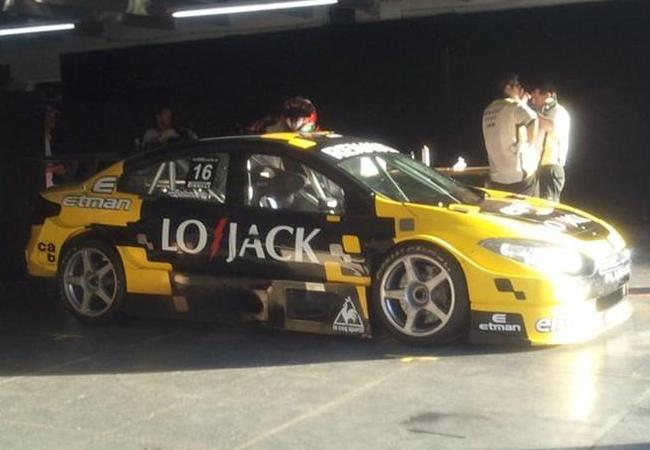
Renault Fluence TC2000, 10 victorias 2012-2015

Al año siguiente, la marca Toyota -de gran performance durante 2010- redobló la apuesta y contrató a Matías Rossi para acompañar a Mariano Werner, siendo una de las formaciones más poderosas de la categoría. Además, se produjo el debut de los modelos Renault Fluence (con Ortelli y Mauro Giallombardo, en el equipo de Edgardo Fernández) y el Chevrolet Cruze (Christian Ledesma y Agustín Canapino, a través del JP Racing). Por primera vez, los clásicos 200 km de Buenos Aires se desarrollaron en el Autódromo Roberto Mouras de La Plata. El motivo del cambio se debió a que la dirigencia de la categoría pretendía realizar la competencia en el controvertido circuito callejero de Buenos Aires. Finalmente, la carrera no se llevó a cabo, pero fue confirmada para el 2012. La definición tendría lugar en el Autódromo Ciudad de Paraná, con la novedosa implementación del sistema Súper 8 para la definición de la clasificación final. En una expectante definición, Matías Rossi se llevó el título venciendo en la competencia de Paraná, definición a la cual llegó detrás de Leonel Pernía y su compañero, Mariano Werner.

### Reformulación en 2012
A mediados del año 2011, la dirigencia del campeonato presentó un ambicioso proyecto de reformulación para su categoría, el cual constaba de la implementación de motores V8 para su parque automotor. El objetivo de su presidente Pablo Peón, fue el de crear la categoría tecnológicamente más avanzada y la más potente de Sudamérica. Para ello, decidió tomar contacto con la empresa británica de motores Radical Performance Vehicles, la cual le terminaría garantizando la entrega de una partida de motores marca RPE de 8 cilindros en V y capaces de generar 430 HP a 11.000 RPM. La decisión de implementar estos motores fue al principio acompañada por todas las terminales automotrices que tuvieran base en Argentina, sumada Honda que traía sus productos del Brasil. Sin embargo, a finales de ese año y tras conocerse que para el requerimiento de estas plantas impulsoras, se prescidirían de los servicios de Oreste Berta (proveedor de los motores Duratec by Berta desde 2009) en el armado y provisión de motores, Ford Motor Argentina tomaría la histórica decisión de abandonar la categoría, disconforme con esta determinación que a priori, perjudicaba los intereses de la marca dentro de la categoría. Unos meses después, sería Fiat quien seguiría sus pasos, dejando su representación solo a la categoría telonera Fiat Linea Competizione. Ambas decisiones provocarían un fuerte cimbronazo dentro de la historia de la categoría, dado que se trataba de dos de las marcas más tradicionales del automovilismo argentino y siendo Ford la máxima campeona de TC2000.
Con todos estos ingredientes, se continuó en el desarrollo de las nuevas unidades, siendo estas preparadas con los nuevos impulsores y un nuevo sistema de transmisión que reemplazaba la clásica palanca de cambios al piso, por dos levas de contacto en el volante, símil a lo utilizado en Fórmula 1. El motor era un V8 diseñado a partir de la unión de dos block de motor de motocicleta Suzuki Hayabusa de 1350 cm³, haciendo un total de 2700 cm³. Y en cuanto al peso de dicha planta impulsora (comparado con el antiguo Duratec by Berta), este V8 posee un peso total de 80 kg, 20 kg menos que el anterior impulsor de 4 cilindros en línea. En cuanto a la configuración de los motores, los mismos están dispuestos en forma transversal en la parte delantera, y la tracción de estas unidades es delantera.
A todo esto, el exceso de capacidad nominal de los motores respecto al nombre original de la categoría, sumado a la superioridad tecnológica de estas unidades respecto a las anteriores, hicieron que desde la dirigencia se proponga la creación de dos divisionales. En primer lugar se decidió continuar desarrollando campeonatos con las antiguas unidades equipadas con motores Duratec by Berta (motores que fueron comprados por la categoría luego de la recisión del contrato de Oreste Berta), en un campeonato que mantuvo la clásica denominación de TC2000 pero que es discontinuo al TC2000 original. Mientras que el TC2000 se transformó en lo ahora denominado Super TC2000, creado a partir de los nuevos bólidos con motor V8.

### Televización
El Turismo Competición 2000 se empezó a transmitir por televisión de manera breve en el Premio Nuestras Malvinas, en el entonces Autódromo de la Ciudad de Buenos Aires el dia 6 de junio de 1982 y de manera parcial en el año 1983 por ATC. En el año 1984 Argentina Televisora Color transmitió la competencia mediante el equipo periodístico de ATC Deportes, Coche A La Vista Televisión, Caros Publicidad y Raies Producciones. En 1991 pasó a transmitirse en Telefe con el equipo periodístico de TM Producciones, y la Productora Estrellas Producciones Sociedad Anónima y Produfe Sociedad Anónima. En el año 1992, el certamen regresó a Argentina Televisora Color S.A. con el equipo periodístico de ATC Deportes + Carburando por LS 5 Radio Rivadavia, Caros Publicidad y la Productora TC 2000 Producciones hasta finales de la temporada 1994 y en los años 1995 y 1996 retornó nuevamente a Telefe ya con el equipo periodístico de TEAM Producciones Sociedad Anónima y la coproduccion de Mundo Show TV con Produfe S.A. En la temporada 1997, la televisación de la categoría paso a manos de El Trece, con la producción de Carburando TV y Mundo Show TV, donde se mantiene hasta la actualidad.[cita requerida]

## Temporadas
| 1979           | 1980 | 1981 | 1982 | 1983 | 1984 | 1985 | 1986 | 1987 | 1988 |  |  |  |
| 1989           | 1990 | 1991 | 1992 | 1993 | 1994 | 1995 | 1996 | 1997 | 1998 |  |  |  |
| 1999           | 2000 | 2001 | 2002 | 2003 | 2004 | 2005 | 2006 | 2007 | 2008 |  |  |  |
| 2009           | 2010 | 2011 | 2022 | 2023 | 2024 |      |      |      |      |  |  |  |
| Súper TC2000   |      |      |      |      |      |      |      |      |      |  |  |  |
| 2012           | 2013 | 2014 | 2015 | 2016 | 2017 | 2018 | 2019 | 2020 | 2021 |  |  |  |
|                |      |      |      |      |      |      |      |      |      |  |  |  |
| TC2000 (2012-) |      |      |      |      |      |      |      |      |      |  |  |  |
| 2012           | 2013 | 2014 | 2015 | 2016 | 2017 | 2018 | 2019 | 2020 | 2021 |  |  |  |

## Marcas y modelos destacados
- Alfa Romeo
  - Alfa Romeo 146 (2001-2003)
- Chevrolet y Opel
  - Opel K-180 (1979-1981 y 1984-1985)
  - Chevrolet Kadett (1995-1996)
  - Chevrolet Vectra (1997-2001 y 2009-2011)
  - Chevrolet Astra (2002-2009)
  - Chevrolet Cruze (2011-actual)
- Chrysler y Dodge
  - Dodge 1500 (1979-1985)
  - Chrysler Neon y Chrysler Neon 2000 (1998-2002 y 2005-2007)
- Citroën
  - Citroën C4 Lounge (2017-actual)
- Fiat
  - Fiat 1600 (1979 y 1983)
  - Fiat 125 (1980-1984 y 1986)
  - Fiat 128 (1983 -1985)
  - Fiat Regata (1989 -1995)
  - Fiat Tempra (1994 -1998)
  - Fiat Marea (1999-2001)
  - Fiat Stilo (2004-2006)
  - Fiat Linea (2009-2017)
  - Fiat Tipo (2019)
  - Fiat Cronos (2020-actual)
- Ford
  - Ford Taunus Coupe (1979-1987)
  - Ford Sierra XR4 y Ford Sierra Ghia (1985-1996)
  - Ford Escort (1993-2003)
  - Ford Focus (2002-2018)
- Honda
  - Honda Civic Coupe/Honda Civic 4 Puertas (1997-2013 y 2018-actual)
- Mitsubishi
  - Mitsubishi Lancer (1999-2005)
- Peugeot
  - Peugeot 504 (1979-1985)
  - Peugeot 505 (1985-1990)
  - Peugeot 405 (1994-1999)
  - Peugeot 306 (2000-2001)
  - Peugeot 307 (2004-2005 y 2009-2013)
  - Peugeot 408 (2012-2018)
- Renault
  - Renault 18 GTX (1984-1994)
  - Renault Fuego GTX y Renault Fuego GTA (1985-1996)
  - Renault 21 TXE (1992-1994)
  - Renault 19 RT (1994-2000)
  - Renault Mégane (2004-2011)
  - Renault Fluence (2011-actual)
- Toyota
  - Toyota Corolla (2000-actual)
- Volkswagen y Dodge
  - Dodge 1500 (1979-1983)
  - Volkswagen 1500 (1984-1990)
  - Volkswagen Gacel (1989-1994)
  - Volkswagen Carat (1990-1994)
  - Volkswagen Gol (1992-1996)
  - Volkswagen Pointer (1995-1999)
  - Volkswagen Polo Classic (1997-2009)
  - Volkswagen Bora (2001-2011)
  - Volkswagen Vento (2012-2013)

## Estadísticas

### Pilotos destacados

#### Turismo Competición 2000
| Piloto                | Títulos | Victorias |
| --------------------- | ------- | --------- |
| Juan María Traverso   | 7       | 68        |
| Matías Rossi          | 5       | 42        |
| Leonel Pernía         | 4       | 30        |
| Ernesto Bessone II    | 1       | 28        |
| Agustín Canapino      | 2       | 28        |
| Gabriel Ponce de León | 3       | 24        |
| Omar Martínez         | 1       | 23        |
| Juan Manuel Silva     | 1       | 22        |
| Henry Martin          | 1       | 19        |
| José María López      | 3       | 18        |
| Guillermo Maldonado   | 1       | 17        |
| Facundo Ardusso       | 2       | 17        |
| Jorge Omar del Río    | 3       | 16        |
| Walter Hernández      | 0       | 16        |
| Luis Rubén Di Palma   | 1       | 15        |
| Norberto Fontana      | 2       | 15        |
| Mario Gayraud         | 1       | 14        |
| Daniel Cingolani      | 1       | 13        |
| Christian Ledesma     | 1       | 13        |
| Esteban Fernandino II | 0       | 12        |
| Bernardo Llaver       | 0       | 11        |
| Marcelo Bugliotti     | 0       | 10        |
| Emiliano Spataro      | 0       | 10        |
| Guillermo Ortelli     | 0       | 10        |
| Referencia:           |         |           |

### Marcas
| #                                         | Marcas                   | N.º                      | Títulos                  | Títulos                  | Títulos                  | Títulos                  | Títulos                  | Títulos                  | Títulos                  | Títulos                  | Títulos                  | Títulos                  | Títulos                  |  |
| Turismo Competición 2000                  | Turismo Competición 2000 | Turismo Competición 2000 | Turismo Competición 2000 | Turismo Competición 2000 | Turismo Competición 2000 | Turismo Competición 2000 | Turismo Competición 2000 | Turismo Competición 2000 | Turismo Competición 2000 | Turismo Competición 2000 | Turismo Competición 2000 | Turismo Competición 2000 | Turismo Competición 2000 |  |
| ----------------------------------------- | ------------------------ | ------------------------ | ------------------------ | ------------------------ | ------------------------ | ------------------------ | ------------------------ | ------------------------ | ------------------------ | ------------------------ | ------------------------ | ------------------------ | ------------------------ |  |
| 1                                         | Renault                  | 11                       | 1986                     | 1987                     | 1988                     | 1989                     | 1990                     | 1991                     | 1992                     | 1993                     | 2022                     | 2023                     | 2024                     |  |
| 2                                         | Ford                     | 9                        | 1984                     | 1985                     | 1996                     | 1997                     | 2000                     | 2001                     | 2003                     | 2005                     | 2010                     |                          |                          |  |
| 3                                         | Honda                    | 4                        | 1998                     | 1999                     | 2008                     | 2009                     |                          |                          |                          |                          |                          |                          |                          |  |
| 3                                         | Volkswagen               | 4                        | 1981                     | 1982                     | 1983                     | 1994                     |                          |                          |                          |                          |                          |                          |                          |  |
| 5                                         | Chevrolet                | 3                        | 2004                     | 2006                     | 2007                     |                          |                          |                          |                          |                          |                          |                          |                          |  |
| 6                                         | Toyota                   | 2                        | 2002                     | 2011                     |                          |                          |                          |                          |                          |                          |                          |                          |                          |  |
| 6                                         | Peugeot                  | 2                        | 1979                     | 1995                     |                          |                          |                          |                          |                          |                          |                          |                          |                          |  |
| 8                                         | Dodge                    | 1                        | 1980                     |                          |                          |                          |                          |                          |                          |                          |                          |                          |                          |  |
| Súper TC2000                              |                          |                          |                          |                          |                          |                          |                          |                          |                          |                          |                          |                          |                          |  |
| 1                                         | Renault                  | 3                        | 2017                     | 2018                     | 2019                     |                          |                          |                          |                          |                          |                          |                          |                          |  |
| 4                                         | Peugeot                  | 2                        | 2014                     | 2015                     |                          |                          |                          |                          |                          |                          |                          |                          |                          |  |
| 4                                         | Chevrolet                | 2                        | 2016                     | 2021                     |                          |                          |                          |                          |                          |                          |                          |                          |                          |  |
| 4                                         | Toyota                   | 2                        | 2013                     | 2020                     |                          |                          |                          |                          |                          |                          |                          |                          |                          |  |
| 5                                         | Ford                     | 1                        | 2012                     |                          |                          |                          |                          |                          |                          |                          |                          |                          |                          |  |
| TC2000 (2012-2021)                        |                          |                          |                          |                          |                          |                          |                          |                          |                          |                          |                          |                          |                          |  |
| 1                                         | Ford                     | 2                        | 2014                     | 2015                     | 2016                     |                          |                          |                          |                          |                          |                          |                          |                          |  |
| 1                                         | Renault                  | 2                        | 2017                     | 2019                     |                          |                          |                          |                          |                          |                          |                          |                          |                          |  |
| 1                                         | Fiat                     | 2                        | 2012                     | 2013                     |                          |                          |                          |                          |                          |                          |                          |                          |                          |  |
| 4                                         | Citroën                  | 1                        | 2018                     |                          |                          |                          |                          |                          |                          |                          |                          |                          |                          |  |
| Particulares (TC2000 Light y Copa TC2000) |                          |                          |                          |                          |                          |                          |                          |                          |                          |                          |                          |                          |                          |  |
| 1                                         | Ford                     | 2                        | 1998                     | 2000                     |                          |                          |                          |                          |                          |                          |                          |                          |                          |  |
| 1                                         | Honda                    | 2                        | 2001                     | 2011                     |                          |                          |                          |                          |                          |                          |                          |                          |                          |  |
| 1                                         | Volkswagen               | 2                        | 1997                     | 1999                     |                          |                          |                          |                          |                          |                          |                          |                          |                          |  |
| 4                                         | Peugeot                  | 1                        | 2010                     |                          |                          |                          |                          |                          |                          |                          |                          |                          |                          |  |
| 4                                         | Toyota                   | 1                        | 2009                     |                          |                          |                          |                          |                          |                          |                          |                          |                          |                          |  |
| Totales                                   |                          |                          |                          |                          |                          |                          |                          |                          |                          |                          |                          |                          |                          |  |
| #                                         | Marca                    | N.º                      | TC2000                   | STC2000                  | TC2000 J                 | Partic.                  |                          |                          |                          |                          |                          |                          |                          |  |
| 1                                         | Renault                  | 15                       | 11                       | 2                        | 2                        |                          |                          |                          |                          |                          |                          |                          |                          |  |
| 2                                         | Ford                     | 14                       | 9                        | 1                        | 2                        | 2                        |                          |                          |                          |                          |                          |                          |                          |  |
| 3                                         | Honda                    | 6                        | 4                        |                          |                          | 2                        |                          |                          |                          |                          |                          |                          |                          |  |
| 3                                         | Volkswagen               | 6                        | 4                        |                          |                          | 2                        |                          |                          |                          |                          |                          |                          |                          |  |
| 5                                         | Peugeot                  | 5                        | 2                        | 2                        |                          | 1                        |                          |                          |                          |                          |                          |                          |                          |  |
| 5                                         | Toyota                   | 5                        | 2                        | 2                        |                          | 1                        |                          |                          |                          |                          |                          |                          |                          |  |
| 5                                         | Chevrolet                | 5                        | 3                        | 2                        |                          |                          |                          |                          |                          |                          |                          |                          |                          |  |
| 8                                         | Fiat                     |                          |                          |                          | 2                        |                          |                          |                          |                          |                          |                          |                          |                          |  |
| 9                                         | Dodge                    | 1                        | 1                        |                          |                          |                          |                          |                          |                          |                          |                          |                          |                          |  |
| 9                                         | Citroën                  | 1                        |                          |                          | 1                        |                          |                          |                          |                          |                          |                          |                          |                          |  |

### Campeonatos por modelo
| Modelo             | N.º | Turismo Competición 2000                       | Súper TC2000     | TC2000 (2012-2021) | Particulares (TC 2000Light y Copa TC2000) |
| ------------------ | --- | ---------------------------------------------- | ---------------- | ------------------ | ----------------------------------------- |
| Renault Fuego      | 8   | 1986, 1987, 1988, 1989, 1990, 1991, 1992, 1993 |                  |                    |                                           |
| Honda Civic        | 8   | 1998, 1999, 2008, 2009                         |                  | 2014, 2015         | 2001, 2011                                |
| Ford Escort        | 6   | 1996, 1997, 2000, 2001                         |                  |                    | 1998, 2000                                |
| Ford Focus         | 5   | 2003, 2005, 2010                               | 2012             | 2016               |                                           |
| Toyota Corolla     | 5   | 2002, 2011                                     | 2013, 2020       |                    | 2009                                      |
| Renault Fluence    | 5   | 2022                                           | 2017, 2018, 2019 | 2017, 2019         |                                           |
| Dodge 1500         | 3   | 1980, 1981, 1982                               |                  |                    |                                           |
| Chevrolet Astra    | 3   | 2004, 2006, 2007                               |                  |                    |                                           |
| Volkswagen Pointer | 2   |                                                |                  |                    | 1997, 1999                                |
| Peugeot 408        | 2   |                                                | 2014, 2015       |                    |                                           |
| Fiat Linea         | 2   |                                                |                  | 2012, 2013         |                                           |
| Chevrolet Cruze    | 2   |                                                | 2016, 2021       |                    |                                           |
| Peugeot 504        | 1   | 1979                                           |                  |                    |                                           |
| Volkswagen 1500    | 1   | 1983                                           |                  |                    |                                           |
| Ford Taunus        | 1   | 1984                                           |                  |                    |                                           |
| Ford Sierra        | 1   | 1985                                           |                  |                    |                                           |
| Volkswagen Gol     | 1   | 1994                                           |                  |                    |                                           |
| Peugeot 405        | 1   | 1995                                           |                  |                    |                                           |
| Peugeot 307        | 1   |                                                |                  |                    | 2010                                      |
| Citroën C4 Lounge  | 1   |                                                |                  | 2018               |                                           |

## Categorías teloneras
A lo largo de la historia de TC2000, más precisamente durante la mayor parte de la década del 90 y durante la década del 2000, en paralelo a cada realización de las carreras de este campeonato, fueron presentadas categorías promocionales que oficiaban de "teloneras" de cada competencia final del TC2000. Es así que la categoría que más presentaciones tuvo junto al TC2000 fue la Fórmula Renault Argentina, considerada por los especialistas deportivos como la "fábrica de talentos del deporte motor", ya que de ella emergen pilotos con futuro dentro del TC2000 u otros campeonatos, siendo muchos de ellos campeones de la misma, tal es el caso de Juan Manuel Silva, Mariano Werner, Guido Falaschi o Facundo Ardusso entre otros. Al mismo tiempo, junto a esta categoría de monoplazas se desarrollaron diferentes categorías promocionales monomarcas que contaban con apoyo de una determinada central automotriz nacional y que estaba destinada a pilotos profesionales de bajos recursos o para aficionados que no tuvieran experiencia dentro del automovilismo nacional. Actualmente, la categoría destinada para tal fin es la Fiat Competizione, creada en conjunto por Fiat Argentina y TC2000, discontinuada en 2012. A lo largo de la historia, las categorías que ofician u oficiaron de teloneras del TC2000 fueron las siguientes:

### Actuales
- Fórmula Nacional Argentina
- Fiat Competizione

### Anteriores
| Categoría               | Tipo      | Modelos utilizados | Período                      |
| ----------------------- | --------- | ------------------ | ---------------------------- |
| Copa de Damas           | Monomarca | Nissan Sentra      | 1995 - 1996                  |
| Monomarca Gol Rosamonte | Monomarca | Volkswagen Gol     | 1995 en ciertas fechas -1998 |
| Desafío Chrysler        | Monomarca | Chrysler Neon      | 1999 - 2001                  |
| Copa Kía                | Monomarca | Kia Avella         | 1999 - 2001                  |
| Copa Mégane             | Monomarca | Renault Mégane     | 2002 - 2008                  |
| Fiat Linea Competizione | Monomarca | Fiat Linea         | 2009 - 2012                  |

También compitió la Fórmula Super Renault años 1993 (Torneo Presentación desde Rafaela II Provincia de Santa Fe 12 de septiembre de 1993 a Resistencia Chaco 19/12/1993), todo el calendario 1994 compitiendo 12 fechas de 14 ya que se ausento en las pruebas de Salta Martin Miguel de Güemes 16/10/1994 y Trelew Chubut el 13/11/1994 y la primera fecha del torneo 1995 en Rosario I Provincia de Santa Fe el 16/04/1995 y vuelto al calendario años 2002 a 2004 a calendario completo. Mas las monomomarcas Fiat Abarth Competizione desde los calendarios años 2012 a 2017 a calendario completo y desde los años 2018 hasta nuestros días Fiat Tipo II también a calendario completo.